# Tristan Vukčević
Tristan Vukčević (in serbo Тристан Вукчевић?; Siena, 11 marzo 2003) è un cestista serbo con cittadinanza svedese e greca, di formazione spagnola.

## Biografia
È figlio di Dušan Vukčević, ex cestista di ruolo guardia o ala piccola, vincitore dello scudetto 2003-04 con la Mens Sana Siena ed attivo in Italia anche con i colori di Olimpia Milano, Virtus Bologna, Crabs Rimini e Scaligera Verona.
Nato in Italia, Tristan Vukčević, oltre alla cittadinanza serba, avrebbe potuto l'opportunità potenziale di rappresentare anche le nazionali di Svezia e Grecia grazie, rispettivamente, alle origini materne e al passaporto paterno, prima di scegliere di rappresentare la Serbia.

## Statistiche

### NBA

#### Regular Season
| Anno      | Squadra       | PG | PT | MP   | TC%  | 3P%  | TL%  | RP  | AP  | PRP | SP  | PP  |
| --------- | ------------- | -- | -- | ---- | ---- | ---- | ---- | --- | --- | --- | --- | --- |
| 2023-2024 | Wash. Wizards | 10 | 4  | 15,3 | 43,3 | 27,8 | 77,3 | 3,6 | 1,3 | 0,5 | 0,7 | 8,5 |
| 2024-2025 | Wash. Wizards | 35 | 1  | 14,7 | 49,6 | 37,3 | 77,6 | 3,7 | 1,1 | 0,3 | 0,7 | 9,4 |
| Carriera  | Carriera      | 45 | 5  | 14,8 | 48,2 | 34,8 | 77,5 | 3,7 | 1,2 | 0,4 | 0,7 | 9,2 |

### G League
| Anno      | Squadra          | PG | PT | MP   | TC%  | 3P%  | TL%  | RP  | AP  | PRP | SP  | PP   |
| --------- | ---------------- | -- | -- | ---- | ---- | ---- | ---- | --- | --- | --- | --- | ---- |
| 2024-2025 | Capital C. Go-Go | 9  | 8  | 21,5 | 48,0 | 40,9 | 75,0 | 5,6 | 2,0 | 0,4 | 1,6 | 15,4 |
| Carriera  | Carriera         | 9  | 8  | 21,5 | 48,0 | 40,9 | 75,0 | 5,6 | 2,0 | 0,4 | 1,6 | 15,4 |

### Eurolega
| Anno      | Squadra     | PG | PT | MP  | TC%  | 3P%  | TL%  | RP  | AP  | PRP | SP  | PP  |
| --------- | ----------- | -- | -- | --- | ---- | ---- | ---- | --- | --- | --- | --- | --- |
| 2020-2021 | Real Madrid | 3  | 1  | 9,2 | 37,5 | 0,0  | 100  | 1,7 | 0,0 | 0,0 | 0,3 | 2,3 |
| 2021-2022 | Real Madrid | 9  | 1  | 6,6 | 41,2 | 33,3 | 50,0 | 1,2 | 0,2 | 0,0 | 0,1 | 2,1 |
| 2022-2023 | Partizan    | 13 | 2  | 6,6 | 30,0 | 22,2 | 100  | 1,2 | 0,5 | 0,3 | 0,2 | 1,2 |
| 2023-2024 | Partizan    | 12 | 4  | 9,3 | 48,3 | 40,0 | 94,1 | 2,3 | 0,5 | 0,2 | 0,4 | 4,2 |
| Carriera  | Carriera    | 37 | 8  | 7,7 | 40,5 | 29,7 | 87,0 | 1,6 | 0,4 | 0,2 | 0,3 | 2,5 |

### Eurocup
| Anno      | Squadra  | PG | PT | MP  | TC%  | 3P%  | TL%  | RP  | AP  | PRP | SP  | PP  |
| --------- | -------- | -- | -- | --- | ---- | ---- | ---- | --- | --- | --- | --- | --- |
| 2021-2022 | Partizan | 6  | 1  | 8,3 | 53,9 | 37,5 | 71,4 | 0,8 | 0,2 | 0,8 | 0,2 | 3,7 |
| Carriera  | Carriera | 6  | 1  | 8,3 | 53,9 | 37,5 | 71,4 | 0,8 | 0,2 | 0,8 | 0,2 | 3,7 |

### Cronologia presenze e punti in Nazionale
| Cronologia completa delle presenze e dei punti in Nazionale - Serbia | Cronologia completa delle presenze e dei punti in Nazionale - Serbia | Cronologia completa delle presenze e dei punti in Nazionale - Serbia | Cronologia completa delle presenze e dei punti in Nazionale - Serbia | Cronologia completa delle presenze e dei punti in Nazionale - Serbia | Cronologia completa delle presenze e dei punti in Nazionale - Serbia | Cronologia completa delle presenze e dei punti in Nazionale - Serbia | Cronologia completa delle presenze e dei punti in Nazionale - Serbia |
| Data                                                                 | Città                                                                | In casa                                                              | Risultato                                                            | Ospiti                                                               | Competizione                                                         | Punti                                                                | Note                                                                 |
| -------------------------------------------------------------------- | -------------------------------------------------------------------- | -------------------------------------------------------------------- | -------------------------------------------------------------------- | -------------------------------------------------------------------- | -------------------------------------------------------------------- | -------------------------------------------------------------------- | -------------------------------------------------------------------- |
| 9-8-2025                                                             | Limassol                                                             | Serbia                                                               | 76 - 66                                                              | Grecia                                                               | Torneo amichevole                                                    | 7                                                                    |                                                                      |
| 10-8-2025                                                            | Limassol                                                             | Cipro                                                                | 55 - 122                                                             | Serbia                                                               | Torneo amichevole                                                    | 24                                                                   |                                                                      |
| 15-8-2025                                                            | Monaco di Baviera                                                    | Serbia                                                               | 113 - 84                                                             | Rep. Ceca                                                            | Torneo amichevole                                                    | 7                                                                    |                                                                      |
| 16-8-2025                                                            | Monaco di Baviera                                                    | Germania                                                             | 81 - 91                                                              | Serbia                                                               | Torneo amichevole                                                    | 11                                                                   |                                                                      |
| Totale                                                               |                                                                      | Presenze                                                             | 4                                                                    |                                                                      | Punti                                                                | 49                                                                   |                                                                      |

## Palmarès
- Supercoppa spagnola: 1

Real Madrid: 2021
- Lega Adriatica: 1

Partizan Belgrado: 2022-23